# Tofik Dibi
Tofik Dibi, né le 19 novembre 1980 à Vlissingen (Pays-Bas), est un homme politique néerlandais.

## Biographie
Tofik Dibi naît à Vlissingen aux Pays-Bas dans une famille marocaine de cinq enfants. L'un de ses frères est le footballeur professionnel Jamal Dibi. Les parents de Dibi sont divorcés lorsqu'il a sept ans. Dibi part vivre avec son père. Lorsque ce dernier décède trois ans plus tard, il part vivre chez sa mère à Amsterdam dans le quartier de Slotervaart. Tofik Dibi étudie les médias et culture à l'Université d'Amsterdam. 

## Parcours professionnel
En septembre 2006, Dibi figure à la septième place de la liste de Gauche verte à la Seconde Chambre des États généraux. 
En décembre 2008, Dibi est élu politicien le plus talentueux de l'année par le parlement. Entre les années 2006 et 2010, Dibi est porte-parole de l'Education, de la Jeunesse et Famille et de l'Intégration. Entre 2010 et 2012, il est porte-parole de la Sécurité.
En 2018, Tofik Dibi est élu bourgmestre de Amsterdam Nieuw-West.
Depuis ses débuts en 2006, Tofik Dibi apparaît régulièrement dans les plateaux de télévision aux Pays-Bas.

## Vie privée
Tofik Dibi se considère musulman pratiquant.

### Divers
Le 13 janvier 2008, Dibi est arrêté par la police néerlandaise à la suite de l'organisation d'un rassemblement anti-Geert Wilders.
En avril 2009, Dibi entre en conflit avec le politicien Ahmed Marcouch. Ce dernier a décidé d'expulser deux criminels marocains vers le Maroc. Dibi explique que Marcouch devrait mieux se présenter dans le camp Geert Wilders.